# Ramona Pop (atletă)
Ramona Pop (n. 5 aprilie 1982, Zalău, Sălaj, România) este o fostă atletă română, campioană națională la proba de săritură în înălțime.

## Carieră
A fost campioană de juniori, campioană națională și campioană național de sală. Recordul personal al acesteia a fost 1,92 m (22 iulie 2001) și 1,90 m în sală (17 februarie 2002).
La Campionatele Europene de Juniori (U20) din 2001 de la Grosseto a câștigat medalia de aur. În anul 2002 a participat la Campionatul European în sală de la Viena unde s-a clasat pe locul 16.

## Realizări
| An   | Competiție                               | Locație          | Loc | Note   |
| ---- | ---------------------------------------- | ---------------- | --- | ------ |
| 2000 | Campionatul Mondial de Juniori (sub 20)  | Santiago, Chile  | 13  | 1,80 m |
| 2001 | Campionatul European de Juniori (sub 20) | Grosseto, Italia | 1   | 1,92 m |
| 2002 | Campionatul European în sală             | Viena, Austria   | 16  | 1,84 m |